# James McHenry (scrittore)

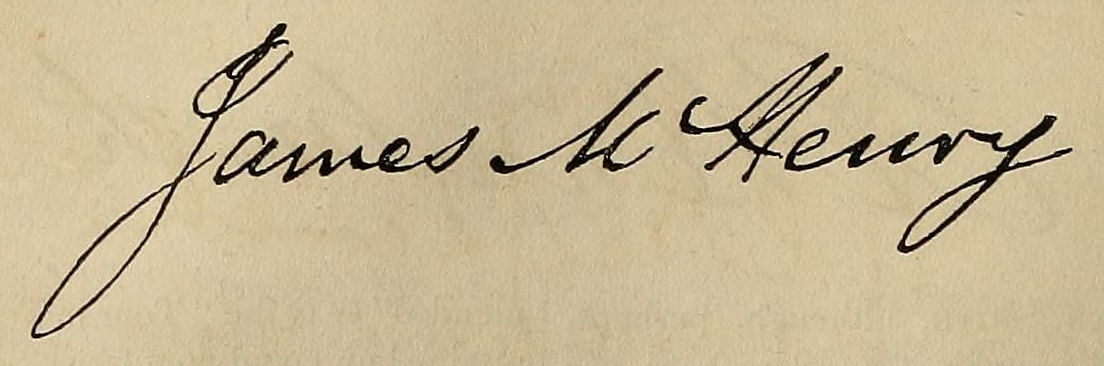

James McHenry (Larne, 20 dicembre 1785 – 21 luglio 1845) è stato uno scrittore statunitense.

## Biografia
Nato in Irlanda si trasferì in America nel 1817, prendendo residenza nella città di Filadelfia. Studiò medicina, nel 1842 venne nominato consulente degli Stati Uniti a Londonderry, ricoprendo tale carica sino alla sua morte.

## Opere
- The Usurper: an Historical Tragedy, 1820
- The Wilderness, 1823
- O'Halloran, or the Insurgent., 1824
- The Betrothed of Wyoming, 1830